# Kémek hídja
A Kémek hídja (eredeti cím: Bridge of Spies) 2015-ben bemutatott amerikai-német-indiai filmdráma, mely az 1960-as évek elején történt U–2 incidens következtében lezajlott kémcsere történetét dolgozza fel, főleg az azt lebonyolító ügyvéd, James Donovan szemszögéből. A filmet Steven Spielberg rendezte, a forgatókönyvet Matt Charman, Ethan Coen és Joel Coen írták. Főszerepekben Tom Hanks, Mark Rylance, Austin Stowell, Amy Ryan, Alan Alda és Sebastian Koch láthatóak. Az orosz kémet játszó Mark Rylance alakítását Oscar-díjjal jutalmazták.

## Cselekmény
Az időpont 1957, a hidegháború egyik legfagyosabb időszaka. New Yorkban rajtaütnek egy szovjet kémen, Rudolf Abelen, és elfogják őt, majd kirendelt védőjének James Donovan ügyvédet bízzák meg. Donovan kezdetben húzódozik a kéretlen megbízatástól, mert a felfokozott szovjetellenes hangulatban, melyben mindenki a bitón szeretné látni a kémet ő is céltábla lehet a kém védőjeként, de az igazságérzete miatt elvállalja az ügyet. A börtönben megismerkedik védencével is, akit kém létére is szimpatikusnak talál. Bár a bíróságon Donovan minden próbálkozása csődöt mond, annyit sikerül elérnie, hogy Abelt ne ítéljék halálra, hanem börtönbe kerüljön. Donovan szerint ugyanis Abel adu lehet az Egyesült Államok kezében egy későbbi lehetséges fogolycsere során. Az ítéletet nagy felháborodás fogadja, még Donovan házára is rálőnek, de mások sem titkolják, hogy nem szívelik őt a kémért folytatott munkája miatt. 
Nemsokára azonban beérik Donovan számítása, amikor 1960-ban lelövik a szigorúan titkos U–2-es kémrepülőt a Szovjetunió felett, fedélzetén Francis Gary Powers pilótával. Powerst elfogják és elítélik, ezért ezúttal a CIA kéri fel Donovant, hogy járjon el egy lehetséges fogolycsere érdekében, ahol Powerst Abellel cserélnék ki. Ehhez Donovannek teljes titokban Kelet-Berlinbe kell utaznia az ottani szovjet nagykövetségre, mindenféle kormányzati segítség nélkül, hisz hivatalosan ilyen egyezkedés nincs is. Közben derül ki, hogy egy Frederic Pryor nevű amerikai egyetemi hallgató is fogságba esett, akit az NDK vádol kémkedéssel. Donovan ezért Powers mellett Pryort is ki szeretné hozni Abelért cserébe. Az ügyvédnek azonban nincs könnyű dolga a berlini fallal frissen kettéosztott, romos városban, előbb a szovjetekkel kényszerül egyezkedni Powersért, aztán az NDK-val Pryorért, akik kezdetben nem igazán állnak kötélnek, a CIA pedig pillanatnyilag csak Powerst akarja kiszabadítani. Közben egy fogdában is eltölt egy éjszakát, majd határsértők lelövésének is szemtanúja lesz egy városi vasúton utazva.
A presztízsharccal is körített kötélhúzás azonban végül eredményt hoz, Donovan a hiúságra és félelemre rájátszva mindkét félnél kiharcolja, hogy Abelt a Berlin határánál fekvő Glienickei hídnál cseréljék ki Powersre, miközben a Checkpoint Charlie-nál az NDK Pryort is elengedi. Abel, aki gyakran festegetett, egy festményt küld búcsúajándékként Donovannek az ügyvéd portréjával. Odahaza Amerikában nagy hír lesz a sikeres fogolycsere, melyben Donovan érdemeit is kihangsúlyozzák, aki a korábbi „árulóból” most a nemzet hőse lett, és aki a későbbi években további fogolycserékben is közreműködik.

## Szereplők
| Szerep                    | Színész         | Magyar hang     |
| ------------------------- | --------------- | --------------- |
| James Donovan             | Tom Hanks       | Kőszegi Ákos    |
| Rudolf Abel               | Mark Rylance    | Scherer Péter   |
| Francis Gary Powers       | Austin Stowell  | Szatory Dávid   |
| Wolfgang Vogel            | Sebastian Koch  | Király Attila   |
| Mary Donovan              | Amy Ryan        | Orosz Anna      |
| Thomas Watters Jr.        | Alan Alda       | Szokolay Ottó   |
| Allen Dulles CIA igazgató | Peter McRobbie  | Szacsvay László |
| Ivan Schischkin           | Mikhail Gorevoy | Ujréti László   |
| Hoffman                   | Scott Shepherd  | Dolmány Attila  |
| Frederic Pryor            | Will Rogers     | Fehér Tibor     |